# Serbia all'Eurovision Song Contest 2010
La Serbia ha selezionato il suo rappresentante attraverso una selezione nazionale. L'autore dei tre brani che hanno gareggiato il 13 marzo 2010 è il musicista Goran Bregović (durante l'Eurovision Song Contest 2008, tenutosi in Serbia, è stato il direttore dell'Orchestra per matrimoni e funerali, interval act della finale). Alla fine della competizione Milan Stanković è stato selezionato per rappresentare la Serbia con la canzone Ovo Je Balkan (Questi sono i Balcani).
| Artista                            | Canzone          | Televoto        | Posizione |
| ---------------------------------- | ---------------- | --------------- | --------- |
| Emina Jahović                      | Ti kvariigro     | 49 706 (38,50%) | 2         |
| Milan Stanković                    | Ovo je Balkan    | 58 428 (45,26%) | 1         |
| Oliver Katić feat. Jelena Marković | Predsedniče halo | 20 971 (16,24%) | 3         |

## All'Eurovision Song Contest
La Serbia ha gareggiato nella prima semifinale, il 25 maggio 2010, esibendosi tra i primi otto, classificandosi 5ª con 79 punti e avanzando verso la finale.
In finale, con 72 punti, ottiene un 13º posto.